# سام إيرل
سام إيرل (بالإنجليزية: Sam Earl)‏ (10 فبراير 1915 بغيتسهيد في المملكة المتحدة - 2000) هو لاعب كرة قدم بريطاني (وحمل سابقاً جنسية المملكة المتحدة لبريطانيا العظمى وأيرلندا) في مركز الهجوم. لعب مع ستوكبورت كونتي ونادي بوري ونادي روتشديل ونادي ريل ونادي هارتلبول يونايتد ونادي يورك سيتي ونورثويتش فيكتوريا وNew Brighton A.F.C. ‏.